# Zwangsstörung
Die Zwangsstörung oder Zwangserkrankung (englisch obsessive-compulsive disorder bzw. OCD) gehört zu den psychischen Störungen.
Es besteht für erkrankte Personen ein innerer Zwang oder Drang, bestimmte Dinge zu denken oder zu tun. Die Betroffenen wehren sich zwar meist gegen diesen auftretenden Drang, erleben ihn als übertrieben und sinnlos, können ihm willentlich jedoch meist nichts entgegensetzen. Die Störung bringt deutliche Belastungen und Beeinträchtigungen des Alltagslebens mit sich.
Ältere Bezeichnungen für Zwangsstörungen sind Zwangsneurose und anankastische Neurose. Die Zwangsstörung ist von der zwanghaften Persönlichkeitsstörung sowie von Zwangssymptomen im Rahmen anderer psychischer oder neurologischer Erkrankungen zu unterscheiden.
Der Begriff wurde 1867 von Richard von Krafft-Ebing eingeführt, als eigenständiges Krankheitsbild wurde es erst von Carl Westphal 1877 beschrieben. Wichtige Beiträge zur Klassifikation leistete auch Westphals Schüler Robert Thomsen 1895.

## Symptome
Die für die diagnostische Klassifizierung nach der ICD-10 maßgebliche Hauptsymptomatik der Zwangsstörung besteht in Zwangsgedanken oder Zwangshandlungen. Bei mehr als 90 % der Betroffenen finden sich beide Symptome. Typisch ist auch die große Bandbreite an möglichen Symptomen, so dass fast jeder Betroffene sein eigenes, individuelles Symptombild aufweist.

### Zwangsgedanken
Bei Zwangsgedanken handelt es sich um zwanghaft sich aufdrängende Denkinhalte, die üblicherweise als unsinnig erkannt werden. Diese meistens „ich-dystonen“ Zwangsgedanken können aber auch übersteigert bis hin zu magischem Denken oder überwertigen Ideen bestehen. Einige Betroffene leiden zudem zusätzlich an formalen Denkstörungen, vor allem an Perseveration, Gedankenkreisen, eingeengtem Denken oder Gedankenarmut. In der Regel lösen Zwangsgedanken Abwehrrituale auf verhaltens- oder kognitiver Ebene aus. Selten vorkommende Zwangsgedanken ohne Gegenreaktion werden im angloamerikanischen Raum vereinzelt auch mit dem Begriff „Pure-O“ (engl. „pure obsessive“) bezeichnet.
Zwangsgedanken kann man einteilen in:
- Zwangsideen und -befürchtungen (z. B. die Befürchtung, eine Arbeit nicht richtig gemacht zu haben, oder Ängste, dass dem Ehepartner etwas Schlimmes zustoßen könnte)
- Aggressive Zwangsgedanken (Befürchtungen, jemandem Schaden zuzufügen, sexuell verwerfliche Dinge zu tun, jemanden zu beleidigen etc.[12])
- Grübelzwang (bestimmte Themen müssen wieder und wieder durchdacht werden. Es ist nicht möglich, dabei zu einer Entscheidung oder zu einer Lösung zu kommen)
- Zweifel (Unsicherheit, Handlungen nicht zufriedenstellend abgeschlossen, etwas falsch verstanden, getan oder unterlassen zu haben)
- Zählzwang (Arithmomanie) (bestimmte Dinge, die im Alltag auftauchen, werden gezählt)
- Wiederholungen (bestimmte Gedanken müssen ritualisiert wiederholt werden)
- Erledigungszwänge (bei zwanghaften Persönlichkeitsstrukturanteilen)[13]

Bei Zwangsgedanken geht es also häufig um angstvolle Gedanken und Befürchtungen, sich selbst oder einer anderen Person zu schaden (z. B. durch Verunreinigung, durch aggressive Handlungen oder durch sogenannte „magische Handlungen“), in eine peinliche Situation zu geraten, oder durch Unterlassen von Handlungen indirekt bzw. durch eigene Handlungen direkt für ein Unheil oder Unglück verantwortlich zu sein. Die Zweifel und Befürchtungen können nicht befriedigend abgeschlossen werden, sodass sie sich ständig wieder aufdrängen und bearbeitet werden müssen, ohne zu einem realen Ergebnis zu gelangen.
Häufig leiden Betroffene auch an quälendem Zweifel. 1838 verlieh daher in Frankreich bereits Jean Esquirol den Zwangsstörungen den Beinamen „Maladie du doute“ (dt.: „Krankheit des Zweifels“). Im deutschen Sprachraum setzte sich dagegen der vom Wiener Psychiater Richard von Krafft-Ebing geprägte Begriff „Zwangsvorstellung“ durch. Klinische Erfahrungen zeigen zudem, dass Menschen mit einer Zwangsstörung die Eintrittswahrscheinlichkeiten negativer Ereignisse überschätzen. Häufig zeigt sich bei den Betroffenen auch eine Hypervigilanz.
In einer Untersuchung von Salman Akhtar (1975) wurden die Themen der Zwangsgedanken von Betroffenen erfragt. Am häufigsten wurden dabei genannt:
1. Schmutz oder Verseuchung (menschliche oder tierische Exkremente, Schmutz, Staub, Sperma, Menstruationsblut, Keime, Infektionen)
2. Gewalt und Aggression (körperlicher oder verbaler Angriff auf sich selbst oder andere Personen; Unfälle, Missgeschick, Krieg, Katastrophen, Tod)
3. Ordnung (Ordentlichkeit, Symmetriebestrebungen in der Ausrichtung von Gegenständen usw.)
4. Religion (Existenz Gottes, religiöse Praktiken und Rituale, Glaubenssätze, moralische Einstellungen) oder Magie
5. Sexualität (sexuelle Handlungen an sich oder anderen, inzestuöse Impulse, sexuelle Leistungsfähigkeit)

Auch wenn dies die statistisch am häufigsten genannten Inhalte von Zwangsgedanken sind, eignet sich jedes Thema als Zwangsgedanke. Die Unterscheidung zwischen Zwangsgedanken und normalen Gedanken besteht also vor allem im oftmals unangemessen, beunruhigenden oder irrationalen Charakter der Zwangsgedanken sowie im Leidensdruck, der Unkontrollierbarkeit und den starken negativen Emotionen, wie Angst und Unbehagen, die mit den Zwangsgedanken einhergehen.
Zwanghafte Gedanken können sich (als ein Beispiel von vielen denkbaren Varianten) im Fall aggressiver Zwangsgedanken darin äußern, dass eine Mutter befürchtet, Mann und Kinder vergiften zu wollen, oder eine Tochter befürchtet, ihre Mutter die Treppe hinunterzuwerfen.
Der Dokumentarfilm Wie ich lernte, die Zahlen zu lieben von Oliver Sechting erklärt das Phänomen Zwangsgedanken anschaulich aus der Perspektive eines Betroffenen.

### Zwangshandlungen
„Zwanghaft gegen oder ohne den Willen ausgeführte Handlungen. Beim Versuch, die Handlungen zu unterlassen, treten massive innere Anspannung und Angst auf.“
Zwangshandlungen sind Stereotypien, die ständig wiederholt werden müssen. Die meisten Betroffenen wissen, dass ihr Verhalten übertrieben und unvernünftig ist, und versuchen anfangs, Widerstand zu leisten, geben jedoch auf, wenn die Angst sie überfällt. Danach fühlen sie sich für gewöhnlich für eine kurze Zeitspanne weniger ängstlich. Abgesehen von dieser Spannungsreduktion empfinden die Betroffenen keine Freude am Ausführen der Handlung selbst.
Manche Menschen bauen die zwanghafte Handlung zu einem Zwangsritual aus: Die Zwangshandlung wird in einer bis ins Detail ausgearbeiteten Art und Weise ausgeführt. Die Betroffenen müssen das Ritual jedes Mal in exakt derselben Weise, nach bestimmten, sorgfältig zu beachtenden Regeln durchlaufen. Wenn es nicht gelingt, die Handlung abzuschließen, entsteht weitere Angst, und das Ritual muss häufig von Anfang an wiederholt werden.
Beispiele:
- Reinlichkeitszwang: der Zwang, sich z. B. dauernd die Hände zu waschen, zu desinfizieren (Ablutomanie)
- Kontrollzwang: ständige Überprüfung von Herdplatten, Türschlössern, Gashähnen, Aschenbechern, wichtigen Papieren etc.
- Ordnungszwang: der Zwang, immer eine Symmetrie, perfekte Ordnung oder ein Gleichgewicht herzustellen, indem Dinge wie Bücher, Kleidung oder Nahrungsmittel nach genauen Regeln präzise angeordnet werden
- Berührzwang: der Zwang, bestimmte Dinge anzufassen oder gerade nicht anzufassen, etwa jede Straßenlaterne zu berühren
- verbale Zwänge: Ausdrücke, Sätze oder Melodien werden ständig wiederholt

## Diagnose

### Nach ICD-10
Gemäß ICD-10 (Code F42) sollten für eine Diagnose folgende Bedingungen erfüllt sein:
1. Die Zwangsgedanken oder zwanghaften Handlungsimpulse müssen vom Patienten als seine eigenen erkannt werden.
2. Mindestens gegen einen Zwangsgedanken oder gegen eine Zwangshandlung muss der Patient noch Widerstand leisten.
3. Der Zwangsgedanke oder die Zwangshandlung dürfen nicht an sich angenehm sein.
4. Die Zwangssymptome müssen sich in zutiefst unangenehmer Weise wiederholen.
5. Die Symptomatik muss über mindestens 14 Tage an den meisten Tagen bestehen.

### Nach ICD-11
Gemäß der seit 2022 gültigen ICD-11 (Code 6B20) gehört die „Zwangsstörung“ zu der Gruppe der „Zwangsstörung oder verwandten Störungen“. Sie ist somit nicht mehr den Angststörungen zugeordnet.
Zu den verwandten Störungen der Gruppe gehören:
- 6B21 Körperdysmorphe Störung
- 6B22 Olfaktorische Referenzstörung
- 6B23 Krankheitsangststörung
- 6B24 Pathologisches Horten
- 6B25 Körperbezogene repetitive Verhaltensstörungen

### Nach DSM-5
Das DSM-5 unterscheidet mehrere Abstufungen, je nach Grad der gegebenen Einsicht in die Zwangsproblematik. Die aktuell gültige 5. Auflage führt die Störung erstmals in einem eigenen Kapitel unter dem erweiterten Oberbegriff „Zwangsstörung und verwandte Störungen“ auf – zuvor war sie dem Kapitel „Angststörungen“ zugeordnet. Zu den verwandten Störungen zählen dabei die „Körperdysmorphe Störung“, „Zwanghaftes Horten“, „Trichotillomanie“, „Dermatillomanie“ sowie analoge Störungen im Zusammenhang mit psychotropen Substanzen, Medikamenten und anderen medizinischen Bedingungen.
Zur genaueren Diagnosestellung können Fremdratingskalen (Fragebögen zur Fremdbeurteilung) verwendet werden, z. B.:
- die Yale-Brown Obsessive Compulsive Scale (Y-BOCS).[28] Die Y-BOCS liegt auch als Version für Kinder und als Selbstbeurteilungsfragebogen vor.[29]

Es gibt mehrere Fragebögen zur Selbstbeurteilung:
- Maudsley Obsessional Compulsive Inventory (MOC)
- Leyton Obsessional Inventory (LOI) – auch als Version für Kinder
- Hamburger Zwangsinventar (HZI) – auch in Kurzform

### Differentialdiagnose
- Gelegentliche Panikattacken oder leichte phobische Symptome sind mit der Diagnose vereinbar. Obwohl bei Zwangsstörungen Ängste eine große Rolle spielen können und als sogenannte anxiety disorder nach amerikanischen Leitlinien (bzw. DSM-IV[30]) klassifiziert wurden, zählen diese nicht zu den Angststörungen im engeren Sinne.
- Abgrenzung zur Schizophrenie: Früher wurde von Eugen Bleuler ein Zusammenhang zwischen Zwang und Schizophrenie postuliert. Mehrere aktuelle Studien deuten darauf hin, dass es keinen solchen direkten Zusammenhang gibt. Patienten mit Zwängen haben kein erhöhtes Risiko gegenüber der Allgemeinbevölkerung, an einer Schizophrenie zu erkranken. Allerdings treten Zwänge auch im Rahmen von Schizophrenien auf. Bei Patienten, die an einer Schizophrenie leiden, scheint das Vorliegen von Zwangssymptomen die Prognose hinsichtlich der Lebensqualität und Arbeitsfähigkeit zu verschlechtern.
- Abgrenzung zur zwanghaften Persönlichkeitsstörung: Es besteht kein nachweisbarer Zusammenhang zwischen einer symptomatischen Zwangsstörung und einer zwanghaften Persönlichkeitsstörung. Während die Zwanghaftigkeit im Rahmen der zwanghaften bzw. anankastischen Persönlichkeitsstörung vom Betroffenen als „ich-synton“, also als mit seiner Person vereinbar empfunden wird, wird die symptomatische Zwangsstörung in der Regel vom Betroffenen als „ich-dyston“, also als ich-fremd und der Person nicht zugehörig empfunden.
- Zwangssymptome bei einer Ticstörung, beim Gilles-de-la-Tourette-Syndrom und bei organischen psychischen Störungen werden nicht als Zwangsstörung diagnostiziert, sondern als Teil der entsprechenden Störungsbilder betrachtet. Ebenso führen Tic-Symptome im Rahmen einer Zwangsstörung nicht zwangsläufig zu einer Diagnose des Tourette-Syndroms, da auch im Rahmen einer Zwangsstörung Tic-Symptome auftreten können.[31]
- Des Weiteren sind Stereotypien bei Autismus zu unterscheiden.
- Reine Zwangsgedanken können auch in Zusammenhang mit postpartalen Depressionen oder postpartalen Psychosen auftreten. In der Regel fürchtet die Mutter, sie könne das Neugeborene schädigen.

- Von den reinen Zwangsstörungen sind auch die sogenannten Zwangsspektrumstörungen abzugrenzen.[32] Das Konzept des „Zwangsspektrums“ wird vor allem im angelsächsischen Wissenschaftsbetrieb seit einigen Jahren diskutiert. Dabei wird postuliert, dass gewisse Erkrankungen, die sowohl in der alten DSM-IV als auch in der ICD-10 zumeist anderen Kategorien zugeordnet werden, aufgrund ihrer Charakteristika auch als Ausprägungen eines Spektrums von zwangsähnlichen Erkrankungen angesehen werden können. Hierzu zählen insbesondere: bestimmte Formen der Hypochondrie, die körperdysmorphe Störung, Anorexia nervosa, Depersonalisationsstörung, Tourette-Syndrom, Trichotillomanie, Dermatillomanie, Hoarding (Tierhortung, Messie-Syndrom) und pathologisches Spielen.[33][34][35] Teilweise wurden diese Überlegungen in die neue Klassifikation DSM-5 übernommen, die mit dem Oberbegriff „Zwangsstörung und verwandte Störungen“ mehrere zusammengehörige Störungsbilder vereint.

### Begleiterkrankungen
Wie auch bei anderen Angststörungen ist bei der Zwangsstörung zu beobachten, dass sie häufig gemeinsam mit anderen affektiven Störungen und Angststörungen auftritt. Die Zwangsstörung tritt am häufigsten in Kombination mit Depression, Panikstörung und sozialer Phobie auf. Rund 80 Prozent der Betroffenen weisen depressive Symptome auf, die aber nicht immer die Diagnose „Depressionen“ rechtfertigen. Ein gutes Drittel leidet mindestens einmal im Leben an einer Depression. Bei 12 Prozent der Kranken tritt die körperdysmorphe Störung auf.
Bei 50 Prozent der Betroffenen liegt gleichzeitig eine Persönlichkeitsstörung vor. Die unter den Erkrankten am häufigsten auftretenden Persönlichkeitsstörungen sind die abhängige und die selbstunsicher-vermeidende. Eine komorbide zwanghafte Persönlichkeitsstörung liegt dagegen deutlich seltener vor. Generell weisen Zwangskranke häufig problematische Interaktionsmuster bzw. Persönlichkeitszüge auf.
Tic-Symptome treten auch im Rahmen von Zwangsstörungen bisweilen auf. Diese können je nach Art und Ausprägung der Zwangsstörung selber zugeordnet oder als separate Ticstörung bzw. als Tourette-Syndrom diagnostiziert werden.

### Zwänge bei anderen Erkrankungen
Das Vorhandensein von Zwangssymptomen muss nicht gleich das Vorhandensein einer Zwangsstörung bedeuten. Zwangsgedanken und Zwangshandlungen können unabhängig von der klassischen Zwangsstörung auch als Symptome im Rahmen anderer neurologischer und psychiatrischer Erkrankungen vorkommen. In der englischsprachigen Wissenschaftsliteratur ist in diesem Fall von „Obsessive Compulsive Symptoms“ (OCS) die Rede. Unter anderem ist dies der Fall im Rahmen des Tourette-Syndroms, des Autismus, bei Schädel-Hirn-Trauma, Schizophrenie sowie bei neuropsychiatrischen Syndromen wie PANS bzw. PANDAS. In der Regel sprechen die Zwangssymptome in diesen Fällen auf eine Behandlung der verursachenden Grunderkrankung an.

## Verbreitung und Verlauf
Bis Mitte der 1990er Jahre war die Zwangserkrankung in der Bevölkerung noch relativ unbekannt. Dadurch entstand bei den Betroffenen das Gefühl, isoliert mit dieser Erkrankung zu sein, was die Suizidgefahr erhöhte und die Chance minimierte, sich in therapeutische Behandlung zu begeben. Gemäß mehrerer Studien leidet zwischen 1 % und 3 % der Bevölkerung einmal im Leben an einer Zwangsstörung (Lebenszeitprävalenz). Für Deutschland ermittelte eine 2012 veröffentlichte Studie, dass innerhalb eines Jahres 3,8 % der erwachsenen Bevölkerung eine Zwangsstörung aufwiesen (Ein-Jahresprävalenz).
Die Inhalte und Formen der Zwangsstörungen ähneln sich über verschiedene Kulturen hinweg. Kulturelle Unterschiede finden sich nur in Details der Symptomatik.
Weil die Krankheit in der Bevölkerung wenig bekannt ist, wird sie oft nicht richtig erkannt und behandelt: Oft dauert es sieben bis zehn Jahre, bis die Betroffenen zielführend behandelt werden können. Es scheint keine geschlechtsspezifischen Unterschiede in der Häufigkeit der betroffenen Personen zu geben.
Die Erkrankung beginnt meist im Jugend- oder frühen Erwachsenenalter vor dem 30. Lebensjahr. Jungen und Männer erkranken im Durchschnitt früher als Frauen. Die Erkrankung verläuft meist langsam zunehmend und verschlimmert sich ohne wirksame Therapie stetig, zu zwei Dritteln chronisch, zu einem Drittel schubweise mit akuten Verschlechterungen unter besonderen Belastungen. Der Ausbruch in Kindheit oder frühem Erwachsenenalter kommt bei Jungen häufiger vor als bei Mädchen. Dabei liegt das Ersterkrankungsalter bei circa 25 % der Jungen unter zehn Jahren. Je früher mit der Behandlung begonnen wird, desto besser sind die Prognosen. Durch die Behandlung mit psychotherapeutischen Methoden oder geeigneten Medikamenten ist die Prognose deutlich zu verbessern, auch wenn eine vollkommene Symptomfreiheit selten erreicht wird.
Getrennt lebende oder geschiedene Personen und Arbeitslose sind unter den Personen mit Zwangsstörung in der Regel leicht überrepräsentiert. Dies überrascht nicht, wenn man bedenkt, welche Schwierigkeiten die Störung in Beruf und Beziehungen hervorrufen kann.
Das Risiko einer Verschlimmerung der Zwangssymptome während Schwangerschaft und Stillzeit liegt bei 60–70 %. Auch haben Patientinnen mit einer Zwangsstörung ein erhöhtes Risiko für eine Wochenbettdepression.

## Ursachen
Bis in die 1960er Jahre beherrschten psychoanalytische Erklärungsmodelle das Bild der Zwangsstörung. Nach der Entwicklung verhaltenstherapeutischer Entstehungstheorien in der zweiten Hälfte des zurückliegenden Jahrhunderts stehen in den letzten Jahren die genetischen und neurophysiologischen Zusammenhänge im Fokus. Der aktuelle Forschungsstand legt nahe, dass ein individuell unterschiedliches Zusammenwirken aus genetischer Veranlagung und psychischen Ursachen (z. B. biographische Faktoren oder Stress) der Grund für die Entwicklung einer Zwangserkrankung ist.

### Psychologische Erklärungsmodelle
Die unterschiedlichen psychologischen Forschungs- und Arbeitsrichtungen (z. B. Psychoanalyse, Verhaltenstherapie) haben verschiedene Erklärungsmuster für das Entstehen und die Erhaltung einer Zwangsstörung.
Verhaltenstherapeutische Erklärungen
Die Zwei-Faktoren-Theorie von Mowrer erklärt die Entstehung und Aufrechterhaltung von Zwängen und Ängsten – die Entstehung über das lerntheoretische Modell der klassischen Konditionierung, die Aufrechterhaltung über die operante Konditionierung.
- Klassische Konditionierung: Ein ursprünglich neutraler Reiz (neutraler Stimulus, kurz NS), z. B. Schmutz, wird durch Kopplung an einen unkonditionierten Stimulus (UCS), der von Natur aus bereits angstbesetzt ist, zu einem stellvertretenden Auslöser (CS) für die Empfindung von Angst oder Abneigung (CR). Ein solcher unkonditionierter Stimulus, der von Natur aus die Anspannung auslöst, könnte beispielsweise eine emotionale Belastung in der Familie sein.[56]
- Operante Konditionierung: Als Folge treten Zwangshandlungen (oder auch Zwangsgedanken) auf (R), um die Angst oder Anspannung zu neutralisieren, das bedeutet zu reduzieren. Gelingt es, die Angst zu reduzieren, wirkt das als negative Verstärkung (C-/) der Zwangshandlungen (R), was bedeutet, dass sie in Zukunft häufiger auftreten.

Eine kognitiv-verhaltenstherapeutische, von Paul Salkovskis vorgeschlagene Theorie zur Entstehung von Zwangsstörungen geht davon aus, dass Zwangsstörungen durch die negative Bewertung von sich aufdrängenden Gedanken, die auch bei gesunden Menschen von Zeit zu Zeit auftreten, und deren (anschließende) Vermeidung entstehen. Die Vermeidung der auftretenden Gedanken kann kognitiv oder auf Verhaltensebene geschehen: Entweder wird versucht, die Gedanken zu unterdrücken oder sie durch Handlungen zu „neutralisieren“ (bspw. bei Angst vor Kontaminationen durch Händewaschen). Beide Vermeidungsreaktionen führen jedoch nicht zu den erwünschten Effekten: Die Neutralisierungshandlung führt nur kurzfristig zu einer Erleichterung, da sich die Gedanken, die das Verhalten ausgelöst haben, weiterhin aufdrängen. Dennoch hat die Person gelernt, dass sie sich durch die Handlung, wenn auch nur kurzfristig, Erleichterung verschaffen kann. Das Verhalten wird somit negativ verstärkt (C-/). Gedankliches Unterdrücken hat andererseits einen paradoxen Effekt: Durch das aktive Unterdrücken verstärken sich die Gedanken zusätzlich („rebound effect“).
Die kognitionspsychologische Forschung identifizierte mehrere Faktoren, aufgrund deren „normale“ Gedanken von Menschen mit Zwangsstörungen als so störend empfunden werden:
- Depressive Stimmung: Eine stärkere depressive Stimmung bei diesen Menschen führt zu einer Erhöhung in der Anzahl und Stärke von unerwünschten Gedanken.
- Strenger Verhaltenskodex: Außerordentlich hohe Moralmaßstäbe tragen dazu bei, dass insbesondere sexuelle und aggressive Gedanken viel weniger akzeptiert werden können.[60]
- Dysfunktionale Überzeugungen von Verantwortlichkeit und Schaden: Einige Menschen mit Zwangsstörungen glauben, dass die für sie störenden negativen – tatsächlich vollkommen normalen – Gedanken sie selbst oder andere schädigen könnten.[60]
- Dysfunktionale Überzeugungen und Gedankenmuster: Menschen mit Zwangsstörungen haben fehlangepasste Vorstellungen darüber, wie das menschliche Denken funktioniert, indem sie annehmen, sie könnten unangenehme Gedanken kontrollieren.[60]

Psychoanalytische Erklärungen
Psychoanalytiker gehen davon aus, dass sich Zwangsstörungen dann entwickeln, wenn Kinder ihre eigenen Es-Impulse zu fürchten beginnen und Abwehrmechanismen einsetzen, um die resultierende Angst zu verringern. Der Kampf zwischen Es-Impulsen und Angst wird auf bewusster Ebene ausgetragen. Die Es-Impulse erscheinen gewöhnlich als Zwangsgedanken, die Abwehrmechanismen als Gegengedanken oder Zwangshandlungen.
Sigmund Freud postulierte, dass manche Kinder in der sogenannten analen Phase (mit etwa zwei Jahren) intensive Wut und Scham empfinden. Diese Gefühle heizen den Kampf zwischen Es und Ich an und stellen die Weichen für Zwangsstörungen. In diesem Lebensabschnitt ist Freud zufolge die psychosexuelle Lust der Kinder an die Ausscheidungsfunktion gebunden, während zugleich die Eltern mit der Sauberkeitserziehung beginnen und von den Kindern analen Befriedigungsaufschub fordern. Wenn die Sauberkeitserziehung zu früh einsetzt oder zu streng ist, kann dies bei den Kindern Wut auslösen und zur Entwicklung aggressiver Es-Impulse führen – antisozialer Impulse, die immer wieder nach Ausdruck drängen. Die Kinder beschmutzen vielleicht ihre Kleidung erst recht und werden allgemein destruktiver, schlampig oder dickköpfig. Wenn die Eltern diese Aggressivität unterdrücken, kann das Kind auch Scham- und Schuldgefühle sowie das Gefühl, schmutzig zu sein, entwickeln. Gegen die aggressiven Impulse des Kindes stellt sich jetzt ein starker Wunsch, diese Impulse zu beherrschen. Dieser heftige Konflikt zwischen Es und Ich kann sich das ganze Leben lang fortsetzen und sich schließlich zu einer Zwangsstörung auswachsen.
Zahlreiche Ich-Psychologen wandten sich von Freud ab und führten die aggressiven Impulse nicht auf die strenge Sauberkeitserziehung zurück, sondern auf ein unbefriedigtes Verlangen nach Ausdruck des eigenen Selbst oder auf Versuche, Gefühle wie Angst vor Verwundbarkeit oder Unsicherheit zu überwinden. Sie stimmen mit Freud aber darin überein, dass Menschen mit einer Zwangsstörung starke aggressive Impulse sowie ein konkurrierendes Kontrollbedürfnis gegenüber diesen Impulsen besitzen.

### Biologische Erklärungsmodelle
Genetische Faktoren
Zahlreiche Studien konnten inzwischen zeigen, dass die Zwangsstörung moderat erblich ist bzw. dass bestimmte genetische Konstellationen die Entstehung der Erkrankung wahrscheinlicher machen. Dies könnte ein bisweilen zu beobachtendes familiär gehäuftes Auftreten von Erkrankungen aus dem Zwangsspektrum mitbedingen. Allerdings konnten die relevanten Genabschnitte bisher nicht zweifelsfrei identifiziert werden.
Neurobiologische Faktoren
Zwangsstörungen gehen mit Veränderungen im Hirnstoffwechsel einher. Ob diese Veränderungen ursächlich verbunden sind oder Begleiterscheinung der Zwangsstörung darstellen, ist nicht geklärt.
- Serotonin-Hypothese: Verschiedene neurochemische Untersuchungen sowie Erfolge mit serotonergen Medikamenten verweisen auf einen Zusammenhang zwischen dem Serotonin-Stoffwechsel des Hirns und der Zwangsstörung. Durch Gabe von SSRI kann die Symptomatik reduziert werden. Nach dem Absetzen der Medikation kommt es in der Regel zu einem Rückfall in die Zwangssymptomatik.
- Dopamin-Hypothese: Vor allem bei den Zwangsstörungen der an Tic-Syndromen oder am Gilles-de-la-Tourette-Syndrom erkrankten Patienten spielt wahrscheinlich auch das Dopamin bzw. das dopaminerge Transmitter-System eine bedeutsame Rolle. Es gibt Hinweise darauf, dass die Transmitterstörungen nicht Ursache der Zwangserkrankung sind, sondern Begleiterscheinungen „primärer Störungen im orbitofronto/zingulostriatalen Projektionssystem, welches das Verhalten an eine sich verändernde äußere Umwelt und innere emotionale Zustände anpasst und auf die monoaminergen Kerne des Mittelhirns zurückwirft“.[70]
- Basalganglien-Hypothese: Es liegen Veränderungen in bestimmten Hirnregionen, den Basalganglien vor (Cortex orbitofrontalis und im Nucleus caudatus). In Positronen-Emissions-computertomographischen Studien fand sich sowohl im Bereich des Cortex orbitofrontalis, der beiden, Nuclei caudati sowie des Gyrus cinguli ein erhöhter Glucoseumsatz. Gleichzeitig war in diesen Hirnarealen die Durchblutung reduziert.

Immunologische Erklärungsansätze
Stereotype Zwangssymptome und Tics im Zusammenhang mit infektiösen bzw. immunologischen Faktoren bei Streptokokkeninfektionen im Kindesalter (PANDA-Syndrom) bzw. anderen Erregern (PANS/PITAND Syndrom) führten zu immunologischen Studien. Es bestehen Hinweise auf die Wirksamkeit immunmodulatorischer Therapieansätze mittels Plasmapherese oder i. v.-Immunglobulinen und eine langfristige Besserung des klinischen Bildes durch die antibiotische Prophylaxe. Des Weiteren liegen Befunde vor, die auf erhöhtes B-Lymphozytenantigen D8/17 hinweisen. Zusätzlich wurden autoimmunologische Parameter, z. B. pathologische Autoantikörper, nachgewiesen. In einer Untersuchung fand sich bei Patienten mit zwanghaften Bewegungsstörungen, vergleichbar zur Chorea Sydenham, eine erhöhtes Auftreten von Anti-Basalganglien-Antikörpern.

## Behandlung
Die aktuelle deutsche S3-Leitlinie zur Zwangsstörung empfiehlt Patienten mit einer Zwangsstörung eine „Kognitive Verhaltenstherapie (KVT) einschließlich Exposition und Reaktionsmanagement als Psychotherapie der ersten Wahl anzubieten“. Sie besagt zudem, dass eine „medikamentöse Therapie einer Zwangsstörung mit einer Kognitiven Verhaltenstherapie mit Expositionen und Reaktionsmanagement kombiniert werden soll“. Eine alleinige medikamentöse Therapie ohne begleitende Psychotherapie sei nur indiziert, wenn „Kognitive Verhaltenstherapie (KVT) abgelehnt wird oder wegen der Schwere der Symptomatik keine KVT durchgeführt werden kann“; sowie, wenn „KVT wegen langer Wartezeiten oder mangelnder Ressourcen nicht zur Verfügung steht oder damit die Bereitschaft des Patienten, sich auf weitere Therapiemaßnahmen (KVT) einzulassen, erhöht werden kann. Zudem kann es ratsam sein Bezugspersonen, sofern gewünscht, in die Befundaufnahme zu integrieren“.
Der Hauptnachteil einer rein medikamentösen Behandlung von Zwangsstörungen ist, dass die Rückfallraten nach dem Absetzen der Medikamente sehr hoch sind und bis zu 90 Prozent betragen können. Allerdings weisen auch ca. 20 % der Patienten nach Verhaltenstherapien Rückfälle auf. Bei schweren Verlaufsformen wird eine Kombination von Medikamenten und Expositionstherapie empfohlen. Patienten mit Zwangsstörung und einer komorbiden Tic-Störung sollten gemäß der aktuell gültigen Leitlinie „mit einem SSRI und ggf. bei fehlender Therapieresponse zusätzlich mit Antipsychotika wie Risperidon oder Haloperidol behandelt werden“. Die tiefe Hirnstimulation kommt nur unter kritischer Nutzen- und Risikoabwägung bei schwerstbetroffenen Patienten mit therapierefraktärer Zwangsstörung in Frage.
Bei optimaler Therapie ist eine deutliche Besserung der Beschwerden und des Verlaufs in den meisten Fällen zu erwarten. Eine vollständige Heilung ist jedoch selten. Besonders bei abruptem Absetzen der Medikation und ungenügender verhaltenstherapeutischer Begleitung ist eine Verschlechterung der Symptomatik wahrscheinlich.

### Psychotherapie
Es gibt verschiedene psychotherapeutische Verfahren, die zum Einsatz kommen können. Diese unterscheiden sich in Theorie und Methodik deutlich voneinander. Die unterschiedlichen Strategien der verschiedenen Therapieformen sind Gegenstand der Forschung sowie einer weitreichenden Theoriedebatte. Die aktuelle deutsche S3-Leitlinie zur Zwangsstörung benennt verhaltenstherapeutische Verfahren als Mittel der ersten Wahl. Psychoanalytisch begründete Psychotherapieverfahren werden zur Therapie von Patienten mit Zwangsstörungen ebenfalls eingesetzt. Für dieses Verfahren liegt jedoch keine Evidenz aus randomisierten kontrollierten Studien vor.

#### Verhaltenstherapie
Mit der Verhaltenstherapie steht ein effektives psychotherapeutisches Behandlungsverfahren zur Verfügung. Eine frühe verhaltenstherapeutische Behandlung sollte nicht verzögert werden, weil eine Behandlung zu Beginn der Störung erfolgversprechender ist.
Für Verhaltenstherapie (VT), Kognitive Therapie (KT) und Kognitive Verhaltenstherapie (KVT) haben sich weder in der Wirksamkeit noch in der praktischen Durchführung Unterschiede ergeben. Dies kann auch in einem Gruppensetting durchgeführt werden, besonders wenn Einzeltherapie nicht möglich erscheint.
- Konfrontation mit Reaktionsmanagement. Bei dieser gut erforschten Methode[95][96][97] werden Patienten wiederholt mit Gegenständen oder Situationen konfrontiert, die normalerweise Angst, zwanghafte Befürchtungen und Zwangshandlungen auslösten. Dabei sollen die Zwangspatienten jedoch keine der Zwangshandlungen bzw. Sicherheitsverhalten ausführen. Weil dies den Klienten sehr schwerfällt, führt der Therapeut das Verhalten ggf. anfangs modellhaft vor (Modelllernen). Während man bei dieser Behandlungsmethode früher von einer „Reaktionsverhinderung“ sprach, wird heute üblicherweise von einem „Reaktionsmanagement“ gesprochen, denn die Reaktionen sollen während der Konfrontation nicht gänzlich verhindert werden, sondern lediglich die Vermeidungsreaktionen (siehe auch Konfrontationstherapie) unterbinden.[98] Weil es fast unmöglich ist, gedankliche (kognitive) Vermeidung zu beobachten, soll der Patient dazu angeleitet werden, sich auch inhaltlich mit den zentralen Themen seiner Befürchtungen zu beschäftigen und sich auf die emotionale Qualität der Situation einzulassen („emotional processing“).[99] Es geht in diesem Sinne nur um die Reaktionsverhinderung von Vermeidungsverhalten, während die emotionale Reaktion gefördert wird.[99] Besteht die Möglichkeit einer hochfrequenten Exposition mit Reaktionsmanagement (Blockexposition, mehrere Expositionen in der Woche etc.) wird dies empfohlen. Dabei wird eine Expositionsbehandlung empfohlen bis zum Erreichen einer klinischen Remission (bspw. Abfall der diagnostischen Werte und Verbesserung der Lebensqualität).[100] Bei 60 bis 90 % der Zwangspatienten, die mit diesem Verfahren behandelt werden, tritt eine Besserung ein in Form einer Reduzierung der Zwangshandlungen und darauf folgenden Angsterlebnissen. Die Therapieerfolge lassen sich noch Jahre später beobachten.[101]

- Habituationstraining wird bei isolierten Zwangsgedanken eingesetzt. Die Klienten erhalten die Anweisung, sich den Zwangsgedanken oder die Zwangsvorstellung ins Bewusstsein zu rufen und eine längere Zeit gegenwärtig zu halten. Bei einer anderen Form konfrontieren sich die Patienten mit den belastenden Zwangsgedanken durch das Anhören entsprechender sich wiederholender Sprachaufnahmen.[102]

- Achtsamkeitsbasierte kognitive Therapie kann in Erwägung gezogen werden, wenn zuvor keine ausreichende Veränderung durch Konfrontation mit Reaktionsmanagement erzeugt werden konnte. Dies gilt sowohl im Einzel- als auch im Gruppesetting.[100]
- Assoziationsspaltung ist eine Therapietechnik für Patienten, die ihre Zwangsgedanken in Worte fassen können. Die Methode baut parallel zu den negativen, quälenden Assoziationen neue neutrale oder positive Verknüpfungen auf. Dadurch werden auf physiologischer Ebene alternative neuronale Bahnungen (Assoziationen) belebt. Die Methode ist als Selbsthilfetechnik anwendbar.[103][104] Eine systematische Übersichtsarbeit ergab signifikante Effekte auf Zwangsgedanken und die Zwangssymptomatik insgesamt im Vergleich zu Kontrollbedingungen.[105]
- Metakognitives Training bei Zwangsstörungen (Z-MKT) ist ein Behandlungsangebot mit Schwerpunkt auf zwangsspezifische Denkverzerrungen. Erste Studien sprechen für die Akzeptanz seitens der Teilnehmer sowie die Effektivität gegenüber einer Kontrollbehandlung.[106][107][108]

#### Psychodynamische Verfahren
Eine psychodynamische Psychotherapie, die einem psychoanalytischen oder tiefenpsychologischen Ansatz zugrunde liegt, hat das Ziel, gehemmte Impulse bewusst zu machen und etwaige Konfliktspannungen als unbewusste Inszenierung auf Grundlage daraus abgeleiteter Konflikte aufzuarbeiten (z. B. zwischen Abhängigkeit und Autonomie, Unterordnung und Aufsässigkeit, Gehorsam und Sich-Auflehnen). Für diese Ansätze in der Zwangsstörungsbehandlung liegen „keine Evidenzen in der Wirksamkeit aus randomisierten kontrollierten Studien“ vor.

### Behandlung mit Medikamenten
Zur Behandlung kommen primär Arzneistoffe aus dem Bereich der Psychopharmaka zum Einsatz. Häufig werden mehrere Medikamente kombiniert und es kann einige Zeit (oft 2–3 Monate) in Anspruch nehmen, bis ein Patient wirksam eingestellt ist. Eine alleinige medikamentöse Therapie (Monotherapie) ist indiziert, wenn eine geeignete Verhaltenstherapie nicht zur Verfügung steht bzw. eine lange Wartezeit erfordert oder wenn eine Motivation für eine kognitive Verhaltenstherapie nicht vorhanden ist. Ebenfalls kann eine Psychotherapie medikamentös ergänzt werden zum Erreichen eines schnelleren Wirkungseintrittes, bei Vorliegen einer zusätzlichen Depression und insbesondere bei unzureichendem Ansprechen auf Psychotherapie. Auch kann eine psychopharmakologische Behandlung eingesetzt werden, um die Bereitschaft und Fähigkeit des Patienten für cognitive Psychotherapie zu erhöhen.
Antidepressiva
Als wirksam zur Behandlung der Zwangsstörung haben sich in mehreren kontrollierten Studien diejenigen Antidepressiva erwiesen, die überwiegend oder selektiv eine Hemmung der Wiederaufnahme des Botenstoffs Serotonin bewirken, z. B. selektive Serotonin-Wiederaufnahmehemmer (SSRI), zum Beispiel Citalopram, Escitalopram, Fluoxetin, Fluvoxamin, Paroxetin, Sertralin oder das trizyklische Antidepressivum Clomipramin; in einer Studie hat sich auch Venlafaxin als wirksam bei Zwangsstörungen erwiesen. Das Ansprechen auf die Behandlung scheint unabhängig vom Schweregrad der Erkrankung zu sein.
In Deutschland sind zur Behandlung der Zwangsstörung Clomipramin, Escitalopram, Fluoxetin, Fluvoxamin, Paroxetin und Sertralin zugelassen. SSRIs gelten aufgrund der besseren Verträglichkeit als Mittel der 1. Wahl. Die aufgezählten SSRIs sind vergleichbar wirksam. Clomipramin ist laut Metaanalysen tendenziell oder signifikant wirksamer als SSRIs. Da Patienten die Behandlung mit Clomipramin wegen der Nebenwirkungen jedoch häufiger abbrechen, gilt dieses Medikament als zweite Wahl.
Für die medikamentöse Therapie der Zwangsstörung gelten einige Besonderheiten: Es sind meist höhere Dosen als in der Behandlung einer Depression oder Angsterkrankung notwendig. Nach spätestens 6–8 Wochen sollte die maximal mögliche Dosis erreicht sein (sofern nicht bereits eine Wirkung eingetreten ist). Höhere Dosen sind mit einem besseren Therapieerfolg verbunden. Ein Therapieerfolg stellt sich oft erst nach zwei bis drei Monaten ein. Meist werden nur Besserungen um 40–50 % erreicht. Dies entspricht einer deutlich nachweisbaren Wirkung, jedoch keiner vollständigen Besserung. Es ist eine längerfristige medikamentöse Erhaltungstherapie (mindestens 12–24 Monate) erforderlich. Bei Behandlungsresistenz kann der Wechsel auf einen anderen SSRI-Wirkstoff oder Clomipramin oder Venlafaxin versucht werden.
Bei alleiniger medikamentöser Therapie ist nach dem Absetzen des Antidepressivums in etwa 80 % der Fälle mit einem Rückfall zu rechnen. Absetzen der Medikamente sollte daher langsam ausschleichend und möglichst nur nach einer parallel durchgeführten Verhaltenstherapie erfolgen.

#### Neuroleptika
Bei ausbleibendem oder unzureichendem Ansprechen auf SSRIs und Clomipramin und insbesondere bei gleichzeitigem Vorliegen von Tic-Störungen und Tourette-Syndrom kann als Ergänzung eine zusätzliche Therapie mit den Antipsychotika Risperidon, Haloperidol, Aripiprazol oder, mit Einschränkung, auch Quetiapin versucht werden. Bei der Behandlung mit Neuroleptika können Nebenwirkungen auftreten wie Müdigkeit, Benommenheit, Störungen von Konzentration und Reaktionsfähigkeit zu Beginn der Behandlung, langfristig Appetitsteigerung und Gewichtszunahme, hormonelle Störungen, sehr selten und nur in höherer Dosierung Bewegungsunruhe und motorische Eingebundenheit. Neuroleptika werden von manchen Autoren besonders dann empfohlen, wenn die Zwangsgedanken magischen Charakter haben, eine unzureichende Distanz zu den Zwangsinhalten besteht oder die Zwänge bizarr wirken. Etwa ein Drittel der Patienten mit Therapieresisten sprechen nach Metaanalysen auf Hinzugabe von Neuroleptika an.
Sonstige Arzneistoffe
Es gibt Hinweise darauf, dass der Wirkstoff Acetylcystein ebenso wie andere Medikamente, die auf die glutaminergen Synapsen des Gehirns einwirken, zu einer Besserung von Zwangssymptomatiken führen kann. Gleiches gilt für einige H1-Antihistaminika wie Diphenhydramin und insbesondere Hydroxyzin, das auch ein starker Dopamin- und Serotonin 5-HT2 Antagonist ist. Daneben gibt es sporadische Studien über diverse andere Wirkstoffe, die auf das serotonerge System (z. B. Inositol) sowie die Acetylcholinrezeptoren (Anticholinergika) einwirken.
Im Rahmen von Anwendungsbeobachtungen zeigte sich unter Einnahme von μ-Opioiden wie Hydrocodon oder Tramadol eine spontane Reduktion von Zwangssymptomen bei ansonsten behandlungsresistenten Patienten. Breit angelegte Studien hierzu liegen allerdings nicht vor und Grund sowie Wirkungsweise für den beobachteten Effekt sind bis dato unklar. Der Einsatz von Opiaten bei Zwangssymptomen ist somit experimentell und indikationsüberschreitend („off-label“); zudem sind bei gleichzeitiger Einnahme von CYP2D6-Inhibitoren wie Fluoxetin oder Paroxetin besondere Vorsichtsmaßnahmen zu ergreifen, da die therapeutische Breite deutlich reduziert sein kann. Zudem besitzen Opiate ein erhebliches Suchtpotential.

### Chirurgische Eingriffe
Zur Behandlung starker therapieresistenter Zwangsstörungen besteht die Möglichkeit der „Tiefen Hirnstimulation“ (Deep Brain Stimulation). Dabei werden dauerhaft Elektroden in das Hirn eingepflanzt, die elektrische Impulse eines an der Brust implantierten Schrittmachers in für die Entstehung von Zwangssymptomen entscheidende Hirnareale leiten. In den USA ist dieses Verfahren bereits seit 2009 von der Kontrollbehörde FDA für die Behandlung von Zwangsstörungen zugelassen.

### Unterstützende Maßnahmen
Neben der direkten Behandlung einer Zwangsstörung können begleitende Hilfsmaßnahmen wie bspw. das Einbinden des näheren sozialen Umfelds (durch Familientherapie, Eheberatung oder Maßnahmen der sozialen Arbeit) sich als hilfreich erweisen. Von besonderer Bedeutung sind zudem folgende Interventionen:
Psychoedukation: Darunter versteht man die Schulung und Unterweisung von Erkrankten oder ihren Angehörigen bzw. Bezugspersonen, um besser mit den Konsequenzen einer Zwangserkrankung umgehen zu können. Das Verständnis für die Ursachen und Auswirkungen der Krankheit kann sich auf die Behandlung des Erkrankten ebenso positiv auswirken wie auf seine sozialen Beziehungen. Auch der im Falle einer Zwangserkrankung bestehenden Gefahr einer sozialen Stigmatisierung kann mit psychoedukativen Verfahren begegnet werden.
Bewegung: Sport- und bewegungstherapeutische Interventionen wie z. B. Ausdauertraining können eine sinnvolle Ergänzung zur leitliniengerechter Therapie sein.
Ergotherapie: Diese kann durch konkretes Einüben von Alltagstätigkeiten und Übungen im häuslichen Umfeld eine sinnvolle Ergänzung sein.
Selbsthilfe: Angesichts der großen Behandlungslücke bei Zwang gewinnt die effektive Selbsthilfe zunehmend an Bedeutung: Nur 40 % bis 60 % der Betroffenen suchen therapeutische Hilfe auf. Die wenigen bisher durchgeführten Effektivitätsstudien sprechen für den Nutzen von Selbsthilfe bei Zwang. In einer Studie von Tolin und Kollegen erwies sich ein Selbsthilfeansatz (Exposition mit Reaktionsverhinderung) als effektiv, wenngleich die therapeutengeleitete Intervention etwas bessere Ergebnisse erzielte. In allen bisherigen Studien zu Selbsthilfe bei Zwang war jedoch wenigstens ein marginaler direkter Therapeutenkontakt vorgesehen, was die Übertragbarkeit der erzielten Ergebnisse auf reine Selbstanwendung einschränkt. Im deutschen Sprachraum liegen eine Reihe von Selbsthilfebüchern vor (siehe Literatur). Laut einer 2019 publizierten Meta-Analyse führt ein metakognitiver Selbsthilfeansatz zu einer signifikanten Abnahme der Zwangssymptomatik im Vergleich zu Kontrollbedingungen (Effektstärke d = .40).

## Behinderung durch Zwangsstörung
An einer schweren chronischen Zwangsstörung leidende Patienten, bei denen die Funktionsfähigkeit in Beruf und Sozialleben beeinträchtigt ist, haben die Möglichkeit, ihren Grad der Schwerbehinderung begutachten zu lassen und durch die entsprechenden gesetzlichen Schutzregelungen für Behinderte Erleichterungen in verschiedenen Lebensbereichen zu erfahren. Der Grad der Schwerbehinderung bei einer schweren Zwangsstörung kann bis zu 100 betragen.